# Franny i Zooey
Franny i Zooey – dylogia opowiadaniowa J.D. Salingera, wydana najpierw osobno na łamach prasy w latach 1955 i 1957, a jako książka w 1961 roku. Polskie wydanie miało miejsce pięć lat później.
Franny i Zooey to najmłodsi przedstawiciele siedmiorga rodzeństwa rodziny Glassów, występujących także w kilku innych dziełach pisarza (np. „Wyżej podnieście strop, cieśle i Seymour – introdukcja”, „Dziewięć opowiadań”). Brat i siostra – teraz już dorośli, od dziecka ulegali wpływom starszych – Seymoura i Buddy'ego, którzy w znacznym stopniu przyczynili się do ukształtowania ich osobowości.

## Problematyka
Temat „Franny i Zooey” stanowi zainteresowanie życiem wewnętrznym bohaterów. Te dwie historie wzajemnie się uzupełniając, dotyczą kryzysu egzystencjalno-religijno-moralnego Franny, połączonego z załamaniem, z którego chcą ją wydobyć pozostali członkowie familii, a przede wszystkim Zooey, m.in. poprzez intelektualne dyskusje.